# Juan Mangiante
Juan Mangiante fue un actor que nació en Argentina y trabajó en el teatro y el cine de su país. Estuvo casado con la actriz María Esther Buschiazzo.

## Trayectoria profesional
Después de debutar en espectáculos de circo a finales del siglo XIX, integró en 1902 la compañía teatral de los hermanos Petray. Pasó luego por los elencos de Segundo Pomar, de los hermanos Podestá y de Angelina Pagano actuando en La fuerza ciega, La montaña de las brujas y El arlequín. El 9 de octubre de 1925 junto a Rosa Catá tuvieron los papeles principales en la compañía de Pascual Carcavallo en el estreno de la obra El organito de los hermanos Discépolo. Posteriormente Mangiante creó junto a su esposa su propia compañía.
Debutó en cine sonoro en 1935 con El caballo del pueblo y Noches de Buenos Aires, convirtiéndose en uno de los actores preferidos por Manuel Romero que, en general, le adjudicó el papel de hombre serio y adinerado. Presidió la Casa del Teatro y la Asociación Argentina de Actores. Falleció en 1959.

## Filmografía
Actor
- Elvira Fernández, vendedora de tienda   (1942)
- El tesoro de la isla Maciel   (1941) .... Bianchi
- Los martes orquídeas    (1941)
- Medio millón por una mujer    (1940)
- El astro del tango    (1940)
- Los muchachos se divierten    (1940)
- La modelo y la estrella    (1939) .... Verdier
- El canillita y la dama    (1939)
- El solterón    (1939)
- Jettatore    (1938)
- Tres anclados en París    (1938) .... Carlos Torres
- La vuelta de Rocha    (1937) …Capitán
- Palermo    (1937) …
- El pobre Pérez    (1937)
- El cañonero de Giles     (1937)
- Los muchachos de antes no  usaban gomina    (1937) …Coronel Peña
- Radio Bar    (1936)
- Compañeros    (1936)…Esteban Moya
- La muchachada de a bordo    (1936)
- El caballo del pueblo    (1935) .... Peña
- Noches de Buenos Aires    (1935) ...Jefe investigador